# Ahmed Khalaf
Ahmed Aboelela Moursi Khalaf, noto semplicemente come Ahmed Khalaf (in arabo احمد ابو العلا مرسى خلف‎?; Giza, 24 febbraio 1999), è un cestista egiziano.

## Carriera
Con l'Egitto ha disputato i Campionati africani del 2021.